# Jochen Hageleit
Jochen Hageleit (* 1939; † 19. November 2010 in Dubai) war ein deutscher Sportreporter.
Hageleit gehörte zu den Begründern der Bundesliga-Schaltkonferenz im Radio. Samstagnachmittags berichtete er bis 1991 im Sender WDR 1 und später WDR 2 mit der Sendung „Sport und Musik“ von Heimspielen westdeutscher Fußballmannschaften wie MSV Duisburg, VfL Bochum, Rot-Weiß Oberhausen, Fortuna Düsseldorf, dem Wuppertaler SV, Schalke 04, Preußen Münster, Alemannia Aachen und von Borussia Mönchengladbach. In der meistens von Kurt Brumme moderierten Sendung war Hageleit einer der Kollegen von Armin Hauffe, Sammy Drechsel, Oskar Klose, Kurt Emmerich, Werner Hansch und Heribert Faßbender. Jochen Hageleit war jahrelang eine der markanten Fußball-Radio-Stimmen. Seine sonore, aber auch dynamische Stimme zog die Zuhörer sofort in ihren Bann. Hageleits Reportagen machten das Spiel lebhaft, er schilderte das Geschehen so plastisch, dass der Hörer am Lautsprecher sich ins Stadion versetzt fühlte.
Hageleit starb im Alter von 71 Jahren während eines Urlaubsaufenthaltes in Dubai an einem Herzinfarkt.